# June Foulds
June Foulds   (Shepherd's Bush, 13 de juny de 1934 - 6 de novembre de 2020) fou una atleta anglesa, especialista en curses de velocitat, que va competir durant la dècada de 1950. Es casà amb el tirador d'esgrima Raymond Paul.
El 1952 va prendre part en els Jocs Olímpics de Hèlsinki, on disputà dues proves del programa d'atletisme. Guanyà la medalla de bronze en els relleus 4x100 metres, formant equip amb Sylvia Cheeseman, Jean Desforges i Heather Armitage, mentre quedà eliminada en sèries en la prova dels 100 metres. Quatre anys més tard, als Jocs de Melbourne, va disputar tres proves del programa d'atletisme. Va guanyar la medalla de plata en la prova del relleus 4x100 metres, formant equip amb Anne Pashley, Jean Scrivens i Heather Armitage. En els 200 metres fou cinquena i en els 100 metres quedà eliminada en semifinals.
En el seu palmarès també destaquen dues medalles al Campionat d'Europa d'atletisme de 1950. D'or en els 4x100 metres i de bronze en els 100 metres. Als Jocs de l'Imperi Britànic de 1950 de 1958 guanyà la medalla d'or en els 4x110 iardes.

## Millors marques
- 100 metres. 11,6" (1956)
- 200 metres. 23,7" (1956)[1][4]